# تعبیر وارونه یک رؤیا

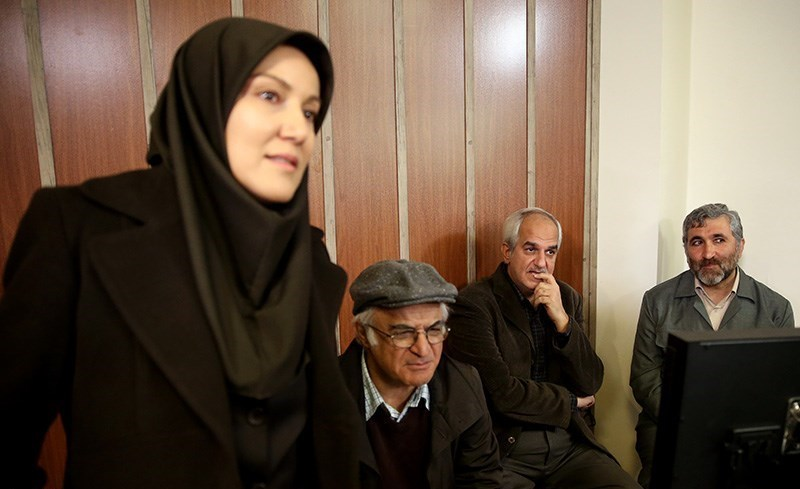
از راست: محمد احسانی، مرتضی اصفهانی، فریدون جیرانی و پانته‌آ بهرام در پشت صحنهٔ تعبیر وارونهٔ یک رؤیا

تعبیر وارونه یک رؤیا یک مجموعهٔ تلویزیونی به کارگردانی فریدون جیرانی است که مرداد و شهریور سال ۱۳۹۴ از شبکه یک سیما پخش شد. این سریال ۳۰ قسمت ۴۵ دقیقه‌ای است. از مزایای این سریال نوآوری‌های آن در محیط مدرن است که از سبک‌های قدیمی به سمت سبک‌های جدید است و در آن از جلوه‌های ویژه استفاده شده‌است.
این فیلم ابتدا با نام «خانه امن» در لوکیشنی در خیابان‌های تهران کلید خورد و بعد از آن گروه سازنده برای تصویربرداری به ارمنستان رفتند. در این سریال علاوه بر بازیگران ایرانی از چند بازیگر خارجی نیز استفاده شده‌است که این بازیگران ارمنستانی و روسی بوده‌اند. به گفته سیدکمال طباطبایی، تهیه‌کننده سریال، ساخت این سریال به دلیل داستان و شرایط آن، از مجموعه‌های سخت تلویزیونی بوده‌است.
ابتدا قرار بر این بود که به دلیل فضای جاسوسی و امنیتی، سریال «تعبیر وارونه یک رؤیا» به شکل سیاه و سفید روی آنتن برود اما از آنجایی که پخش سیاه و سفید کیفیت کار را از دیجیتال به آنالوگ تبدیل می‌کند و این کار به کیفیت پخش آسیب می‌رساند، تصمیم بر این شد که سریال به صورت رنگی پخش شود.

## خلاصه داستان
تعدادی از عوامل فریب خورده و جاسوسان خارجی در عملیاتی، یک دانشمند هسته‌ای ایران را به قصد انتقال به باکو برای بهره‌برداری‌های جاسوسی و تبلیغاتی می‌ربایند اما به دلیل مجروح شدن این دانشمند، برنامه عملیات تغییر می‌کند و سرانجام با دستگیری و هلاکت جاسوسان، عملیات ناکام می‌ماند. از سویی با تدبیر نیروهای اطلاعاتی کشور، عوامل هدایت عملیات نیز فریب می‌خورند و… .

## بازیگران

### بازیگران اصلی
- امیر جعفری
- داریوش ارجمند
- قاسم زارع
- نگار عابدی
- فرزین صابونی در نقش هاشم جاوید
- الهام کردا
- کارینه جان دوغازیان
- آرمن سانتروسیان
- دانیال حسین زاده در نقش میلاد روانبخش[۴]
- ستاره حسینی در نقش دختر روانبخش
- سورن آرستیمان
- آناهیت گیراگوسیان
- نیما نادری
- آزاده سدیری
- پانیذ برزعلی
- کریم امینی
- سید علی صالحی
- ابراهیم عزیزی
- پانته‌آ بهرام
- فرهاد قائمیان در نقش محسن روانبخش

### دیگر بازیگران
- ثریا قاسمی در نقش عمه
- سیامک اطلسی در نقش پدر هاشم جاوید
- شیوا خسرومهر در نقش میترا ساکت
- صالح میرزاآقایی در نقش حقانی
- رابعه مدنی در نقش دانه سیاوش مشرقی
- سونا ماتوسیان در نقش نینا کروشنکو
- تیگران خزمالیان در نقش نوفام
- گوژ تاده ورچیان در نقش دانیال

## جوایز و نامزدها
| سال  | جایزه                   | رده                             | دریافت کننده  | نتیجه    |
| ---- | ----------------------- | ------------------------------- | ------------- | -------- |
| ۱۳۹۵ | شانزدهمین دوره جشن حافظ | بهترین کارگردانی تلویزیونی      | فریدون جیرانی | نامزدشده |
| ۱۳۹۵ | شانزدهمین دوره جشن حافظ | بهترین خواننده ترانه تیتراژ     | رضا یزدانی    | نامزدشده |
| ۱۳۹۵ | شانزدهمین دوره جشن حافظ | بهترین بازیگر زن درام تلویزیونی | الهام کردا    | نامزدشده |